# بيلي أوسوليفان
بيلي أوسوليفان (بالإنجليزية: Billy O'Sullivan)‏ (5 أكتوبر 1959 في المملكة المتحدة - ) هو لاعب كرة قدم بريطاني في مركز الوسط. لعب مع إبسفليت يونايتد وتشارلتون أثلتيك ونادي دارتفورد.